# Eupithecia albibasaria
Eupithecia albibasaria là một loài bướm đêm trong họ Geometridae.